# Tala Patta Chitra
Le Tala Patta Chitra est un style miniature de l'Orissa, dont les premières représentations datent du VIIIe siècle.
La peinture est intimement liée au culte de Jagannâtha, neuvième avatar de Krishna tout particulièrement vénéré à Purî. Les œuvres représentent essentiellement des scènes de la mythologie indienne et des deux grandes épopées que sont le Rāmāyana et le Mahābhārata mais aussi des légendes du folklore local.